# Tubbreva micrometrica
Tubbreva micrometrica é uma espécie de molusco pertencente à família Cingulopsidae.
A autoridade científica da espécie é Aradas & Benoit, tendo sido descrita no ano de 1876.
Trata-se de uma espécie presente no território português, incluindo a zona económica exclusiva.